# Blanca (serie televisiva)
Blanca è una serie televisiva italiana, liberamente tratta dai romanzi di Patrizia Rinaldi aventi per protagonista Blanca Ferrando, una giovane donna cieca che lavora come consulente della polizia e che è specializzata in decodifica.
La prima stagione è stata trasmessa in prima visione su Rai 1 dal 22 novembre al 21 dicembre 2021 e la seconda dal 5 ottobre al 9 novembre 2023.

## Trama

### Prima stagione
Blanca Ferrando è una giovane consulente della polizia, specializzata nel décodage dei file audio (impiego che svolgeva per il tribunale), che viene assunta come stagista nel commissariato di San Teodoro a Genova. La donna è divenuta cieca a dodici anni a causa di un drammatico incendio nel quale ha perso la vita sua sorella maggiore Beatrice e che sembrerebbe essere stato provocato dal fidanzato di lei, Sebastiano Russo. Questa tragedia le ha fatto maturare un senso di giustizia molto forte fino a spingerla a entrare prima nel tribunale e poi in polizia malgrado la contrarietà di suo zio, un importante magistrato.
Dopo l'omicidio di Beatrice, Blanca è rimasta sola con il padre Leone (la madre aveva già lasciato la famiglia quando lei aveva 5 anni) il quale l'ha accudita fino alla maggiore età. All'inizio della serie, ormai in grado di badare a sé stessa, Blanca lascia il suo appartamento (sito in un paese imprecisato dell'entroterra ligure) e va a vivere da sola nella casa dove è cresciuta, a Camogli.
Blanca viene aiutata dai suoi amici più fidati, ovvero il suo cane guida Linneo, un bulldog americano femmina, che la protegge e la conforta nei momenti difficili, e dalla sua migliore amica Stella. 
Blanca è dotata di un udito molto sviluppato e di un raro talento per le intuizioni che la porta a risolvere i casi più intricati, poiché riesce a "vedere" particolari che sfuggono a chi invece ha la vista e si limita alla superficie. Queste abilità vengono tuttavia frenate dalla sua condizione, che in teoria le impedirebbe di lavorare al di fuori del commissariato, sebbene lei non si faccia alcuno scrupolo a violare questo protocollo fin dall'inizio ricorrendo alla complicità dei colleghi e spesso, anche ad indagare in solitaria senza alcuna autorizzazione. A questo si aggiunge la diffidenza iniziale dei colleghi, primo fra tutti il suo capo, il Commissario Bacigalupo, che la reputa "troppo fragile per lavorare nella polizia" e tende a sminuire sempre tutto ciò che lei intuisce. 
A poco a poco, grazie alle sue abilità si conquista la fiducia del dipartimento, che arriverà a considerarla non solo un prezioso e valido membro della squadra, ma anche una buona amica.
Dopo aver superato le sfide lavorative, Blanca si ritrova a dover affrontare quelle sentimentali: si ritroverà coinvolta in un triangolo amoroso tra due uomini, entrambi con un passato segnato da drammi familiari: l'ispettore Michele Liguori, unico collega a darle fiducia e ad appoggiarla nelle indagini, e il misterioso Nanni Busalla, giovane cuoco apparso dal nulla ma che si dimostra insolitamente premuroso con lei confortandola e facendola sorridere nei momenti difficili. 
Le vicende di Blanca si intrecciano inoltre con quelle di Lucia Ottonello, una ragazzina di dodici anni rimasta orfana di madre nella prima puntata, e che si affeziona molto a Blanca diventando una presenza costante nella sua vita.
Nella vita di Blanca irrompe improvvisamente il padre di Sebastiano, intenzionato a scoprire la verità sul figlio (morto suicida in mare poco dopo essere uscito dal carcere) e che la accusa di aver rovinato la vita al ragazzo dicendo il falso sull'omicidio della sorella. Questo turba molto la donna, poiché riaffiorano i ricordi del giorno dell'omicidio, di cui è stata testimone. Proprio la sua testimonianza è stata determinante per incriminare Sebastiano, ma ora in lei sorge il dubbio di aver sbagliato tutto e che il vero assassino sia rimasto in libertà.
Intanto un'oscura e silenziosa presenza minaccia la vita della poliziotta: un uomo si introduce in casa sua e installa dappertutto telecamere di sorveglianza, persino nella webcam del suo PC, per spiare le sue mosse. In seguito si scopre che quest'uomo è Nanni, e che in realtà Nanni è Sebastiano, il quale non si è suicidato ma ha semplicemente preso l'identità di un cuoco morto in mare, per poi tornare a Genova in incognito con l'intento di vendicarsi di Blanca, a causa della quale ha passato 15 anni in prigione da innocente.
Blanca rischierà, in un'occasione, di perdere Linneo, ferita durante una sparatoria. Il cane sopravvive, ma anche per via dell'anzianità, il veterinario sconsiglia a Blanca di farle correre ancora rischi e la affida ad un addestratore in pensione per farle condurre una vita più tranquilla. I due si separano a malincuore per un breve periodo, ma Linneo troverà il modo di scappare e di ricongiungersi alla padrona, per tornare a svolgere la sua mansione di cane guida.

### Seconda stagione
Al commissariato San Teodoro di Genova Blanca non è più stagista, ma una consulente ufficiale della Polizia di Stato: il lavoro la impegna molto e dovrà trovare nuovi stratagemmi per cavarsela e continuare la sua "lotta" per dimostrare di poter vivere una vita normale. Accanto a lei ritroveremo il fido cane Linneo, il padre Leone, l'amica Stella e Lucia, la ragazzina per cui Blanca diventerà un punto di riferimento. Scopriremo quale sarà il destino di Sebastiano, in carcere dopo aver perseguitato Blanca, e come proseguirà il suo lavoro con i colleghi del commissariato, Bacigalupo e soprattutto Liguori, con cui continua la forte tensione sentimentale. Oltre che sui casi d'indagine, i nostri saranno impegnati su un altro fronte: la Polizia di Genova è colpita da una serie di esplosioni in diversi punti della città. L'attentatore che si cela dietro questi attacchi si dimostra interessato a Blanca, tanto da voler comunicare esclusivamente con lei. Scopriremo segreti inaspettati della sua famiglia, forse ancora più sconvolgenti di quelli legati alla morte della sorella. Blanca imparerà che le persone vicine a volte si prendono pezzi di cuore e se li portano via, lontano, senza darci la possibilità di proteggerci. Ma comprenderà che solo accettando questo rischio potrà godere appieno della bellezza di ballare sotto la pioggia.

## Episodi
| Stagione         | Episodi | Prima TV |
| ---------------- | ------- | -------- |
| Prima stagione   | 6       | 2021     |
| Seconda stagione | 6       | 2023     |

## Personaggi e interpreti

### Principali
- Blanca Ferrando (stagione 1-in corso), interpretata da Maria Chiara Giannetta.
È una giovane consulente della polizia specializzata in décodage. Vivace, spontanea, molto intuitiva e determinata, è estremamente sincera e dice ciò che pensa anche quando questo risulta sgradevole, e nonostante finisca spesso per cacciarsi nei guai riesce sempre in qualche modo a cavarsela. Ha perso la vista all'età di dodici anni in seguito a un incendio nel quale perse la vita sua sorella maggiore Beatrice, alla quale era molto affezionata e per il quale è finito in galera il fidanzato di quest'ultima. È proprio a causa di questo fatto che la giovane prenderà la decisione di entrare in polizia. Nonostante le difficoltà dovute alla sua condizione, oltre ad essere dotata di una profonda empatia e un gran desiderio di aiutare il prossimo, Blanca è una donna che non si arrende e le sue intuizioni sono sempre decisive per la risoluzione dei casi su cui lavora insieme all'ispettore Liguori, col quale condivide un'alchimia forte e fuori dal comune che infine sfocia in una tenera attrazione reciproca. Altra caratteristica di Blanca è la sua fervida immaginazione, resa ancor più vivida dalla cecità, cosa che le consente sia di visualizzare l'ambiente intorno a lei ma anche di sognare "ad occhi aperti" scenari che il suo inconscio vorrebbe (questo crea talvolta delle situazioni imbarazzanti ma divertenti). È tanto legata a suo padre Leone che l'ha sempre aiutata, alla sua fedele cagnolina Linneo, a Lucia, alla sua migliore amica e confidente Stella e dopo la tragedia che l'aveva portata ad odiare Sebastiano, i due si chiariscono ed istaura con lui una particolare intesa fino ad arrivare ad amarlo, sebbene dovrà dirgli addio alla fine della seconda stagione. Blanca ama nuotare ma il suo divertimento preferito è ballare sotto la pioggia, poiché sentendo l'acqua che si infrange su oggetti e persone producendo suoni diversi, è come se riuscisse a vedere di nuovo. È tifosa della Sampdoria, come si vede chiaramente in una puntata della seconda stagione.
- Michele Liguori (stagione 1-in corso), interpretato da Giuseppe Zeno.
È un ispettore di polizia, collega di Blanca. Di origini nobili (il suo nome completo è Michelangelo Agilulfo dei conti Liguori), si è tuttavia allontanato da tempo dagli eventi mondani della vita nobiliare (che ha sempre detestato), è entrato in polizia contro il volere della famiglia e con i colleghi ha tenuto nascoste le sue origini il più possibile.  Ha un passato segnato da problemi familiari: essendo figlio unico e non ricevendo molte attenzioni dalla madre (Livia Timperi, un brillante avvocato in carriera) che lo trattava con freddezza, era più affezionato a suo padre (con cui trascorreva le giornate giocando a scacchi e andando in barca a vela); il padre morì suicida quando lui era ragazzo, poiché aveva scoperto che la madre lo tradiva con un suo cliente. Questo, oltre ad avergli fatto sviluppare un forte desiderio di giustizia, ha anche condizionato la sua carriera nelle forze dell'ordine, rendendogli talora difficile separare il proprio privato dalle indagini. Nel lavoro è un uomo d'azione sebbene abbia un carattere impulsivo, che lo porta ad agire senza riflettere, specie quando vede delle ingiustizie compiersi. Al di fuori dalla vita frenetica di poliziotto, Michele è di indole solitaria, taciturna, apparendo quindi un po' selvatico e misterioso, anche se buono d'animo. Il suo rapporto con Blanca è altalenante: talvolta è suo complice, la appoggia nelle sue idee, è affascinato dal suo talento e dalla sua vivacità, diventando un ottimo partner sul lavoro oltre ad essere un buon amico, altre volte invece è più distaccato, ha un atteggiamento protettivo e la mette in guardia dal pericolo (questo fa infuriare la donna, che invece tende a seguire il proprio istinto e non vuole essere difesa)  ed infine, in alcuni rari momenti, si intuisce tra i due un sentimento più profondo, che tuttavia non sfocia mai in qualcosa di concreto. La sua vita sentimentale appare confusa e incerta: si sa che ha avuto molte relazioni, una anche con una sua collega della narcotici; nella prima stagione convive saltuariamente con Marinella, una giornalista di cronaca divorziata con un figlio, ma non appena quest'ultima gli propone di trasferirsi a casa loro in pianta stabile, Michele in breve la lascia, sebbene non sia del tutto chiaro il motivo. Nella seconda stagione fa la sua comparsa Veronica, sua vecchia fiamma giovanile, con cui sembra riaccendersi la passione. Sebbene anche il rapporto con quest'ultima non sia costante e un po' disturbato dalla gelosia di Blanca, alla fine della seconda stagione i due decidono di andare a vivere insieme. Inoltre, tra le due stagioni l’uomo sviluppa una forte intesa e attrazione reciproca con la stessa Blanca, sebbene tra i due non sia mai successo nulla di realmente concreto. Michele è tifoso del Genoa.
- Mauro Bacigalupo (stagione 1-in corso), interpretato da Enzo Paci.
È il vicequestore aggiunto e dirige il Commissariato di San Teodoro. Poliziotto d'indole molto burocratica e dai modi spicci, cerca sempre soluzioni semplici ai casi che segue e rifugge gli approfondimenti, il che lo porta spesso a discutere con Blanca e Liguori. Burbero, cinico ed irascibile, si distingue per le sue battute taglienti nei confronti dei sottoposti (spesso verso Blanca), mentre si mostra affabile davanti alle telecamere dei giornalisti e anzi piuttosto remissivo nei confronti dei superiori. Sembra abbia smesso da poco di fumare e l'astinenza lo rende ancora più nervoso: nei momenti difficili lo si vede spesso annusare un pacchetto di sigarette, oppure mangiare dolci e consumare bibite gassate (di cui ha una buona scorta nel suo ufficio).  Malgrado le apparenze iniziali, alla lunga si rivela un professionista serio, dal forte senso del dovere, coraggioso e non del tutto privo di lati positivi. Bacigalupo è sposato e con una figlia ventenne a cui è molto affezionato (compare nella seconda stagione). È tifoso della Sampdoria.
- Sebastiano Russo (stagioni 1-2), interpretato da Pierpaolo Spollon.
Inizialmente si presenta come un giovane cuoco di nome Nanni Busalla, ma alla fine della prima stagione si scoprirà essere Sebastiano Russo, il fidanzato di Beatrice, sorella di Blanca, dalla quale fu denunciato per averla uccisa. In seguito al processo, ha trascorso quindici anni in prigione per omicidio. Ufficialmente suicidatosi prima dell'inizio della serie, ha assunto l'identità di Nanni, cuoco sul peschereccio dove erano imbarcati entrambi, dopo che costui era annegato coi suoi documenti addosso e lasciando i propri sulla barca. Deciso a vendicarsi di Blanca per la sua testimonianza contro di lui, torna a Genova come Nanni, trova lavoro in un ristorante e poi ritrova la protagonista. Comincia a spiarla mettendo delle telecamere in casa sua e somministrandole dei medicinali che la stordiscono, poi la rapisce e la porta in luogo segreto, dove le svela la sua identità di Sebastiano e del suo essere innocente riguardo la morte della fidanzata, che lui aveva sinceramente amato, ma Blanca viene salvata dalla polizia. Viene quasi ucciso da Alberto, il vero assassino di Beatrice, poi viene arrestato. Uscirà grazie alla falsa testimonianza di Blanca. Durante la seconda stagione chiarito ogni equivoco, si riavvicina a quest'ultima a poco a poco, anche alla sua famiglia. Sebastiano ritrova l'amore per Blanca sentendosi in qualche modo realizzato e tutto pare andare per il verso giusto, fin quando lui comincia ad essere tormentato dal senso di colpa per non aver protetto a suo tempo Beatrice. Inizia ad avere visioni sempre più frequenti di quest'ultima e vede il suo viso sovrapposto a quello di Blanca. Nel tentativo di scacciare questi pensieri a malincuore si allontana dalla protagonista e va a vivere dall'altra parte della città. Quando capisce che qualcosa minaccia la sicurezza della giovane poliziotta, in nome dell'amore che nutriva per Beatrice (che diventa per lui una sorta di amica immaginaria) e di quello riscoperto per Blanca, la sorveglia e la protegge a distanza. Ma la sua tendenza a mettersi nei guai lo porta ad esporsi più volte e a venire persino scambiato per il famigerato attentatore Polibomber (poiché aveva scoperto per primo il suo covo). Cadute le accuse, la polizia gli intima di lasciare a loro le indagini e gli vengono prescritti farmaci per liberarsi dalle turbe ossessive verso Blanca e il fantasma di Beatrice, ma lui si rifiuta di assumerli e torna a sorvegliare a distanza la protagonista. Quando Liguori se ne accorge, gli fa visita per intimargli di smetterla. I due uomini non si sono mai visti di buon occhio e la discussione degenera, fino a che Sebastiano viene messo da Liguori in una clinica psichiatrica per cercare di togliersi dalla testa la sua ossessione. Il giovane riesce tuttavia a scappare e continuare la sua missione. Nel finale della seconda stagione si sacrifica venendo ucciso da Polibomber, lasciando Blanca devastata dal dolore.
- Alberto Repetto (stagione 1), interpretato da Antonio Zavatteri.
Zio di Blanca, è un importante magistrato. Sebbene inizialmente sembri come un secondo padre per la nipote e tenti di sostenerla in più di un'occasione nelle sue indagini, si scoprirà essere il vero assassino di Beatrice (di cui era segretamente innamorato) e verrà ucciso da Michele alla fine della prima stagione.
- Nello Carità (stagione 1-in corso), interpretato da Gualtiero Burzi.
È un assistente capo coordinatore del commissariato San Teodoro. Poliziotto piuttosto indolente e incline alle gaffe (nonché a burlarsi dei colleghi, che sistematicamente lo ricambiano), grande tifoso della Sampdoria, nutre una sincera ammirazione per le capacità di Blanca. Dinnanzi alla minaccia di provvedimenti disciplinari diviene tuttavia estremamente remissivo nei confronti dei superiori.
- Stella Musso (stagione 1-in corso), interpretata da Federica Cacciola.
È un'eccentrica estetista e la migliore amica del cuore di Blanca. Le due si sentono soprattutto al telefono, e le protagonista si fida di lei per scegliere vestiti o truccarsi, dal momento che Stella rappresenta "i suoi occhi" in alcune occasioni.  Inguaribile sognatrice e romantica, incoraggia la protagonista a mantenere una relazione sia con Michele che con Nanni (poi Sebastiano). All'apparenza sempre stravagante ed anticonformista, in realtà è molto affidabile e premurosa e vuole profondamente bene a Blanca esternando una sincera preoccupazione per lei e le dispensa supporto quando la sua amica ne ha bisogno. In seguito lega molto anche con Lucia.
- Lucia Ottonello (stagione 1-in corso), interpretata da Sara Ciocca.
È la figlia di Gianni Ottonello, un uomo rimasto senza lavoro in seguito al crollo del Viadotto Polcevera e divenuto dipendente dagli alcolici dopo la morte della moglie Margherita Canepa. Quest'ultima viene uccisa nel primo episodio. A seguito di questa vicenda, Lucia si affezionerà molto a Blanca nel corso della stagione la quale tenterà di prendersi cura di lei e di proteggerla dalla sua delicata situazione familiare. Nella seconda stagione, quando suo padre scappa di casa, Lucia tenta per qualche settimana di vivere sola, ma viene scoperta da Blanca che per il suo bene non può evitare di chiamare i servizi sociali. Viene quindi messa in una casa famiglia gestita da suore, e per questo rimane a lungo in collera con Blanca, che dal suo punto di vista l'ha tradita. Il suo comportamento cambia quando scopre che la protagonista vuole chiedere il suo affido e diventare la sua madre adottiva. Lucia odia lo sport ma adora la musica: è infatti una promettente chitarrista.
- Leone Ferrando (stagione 1-in corso), interpretato da Ugo Dighero.
È il padre di Blanca e Beatrice. Uomo onesto, premuroso e determinato, è molto affettuoso e protettivo nei confronti delle sue figlie. Dopo la tragica morte di Beatrice e la perdita della vista di Blanca, dedica tutte le sue forze nell'aiutare la figlia minore ad affrontare la sua disabilità, a conviverci, a non arrendersi ad essa e di godere ogni istante della vita e regalandole per darle ulteriore sostegno la cagnolina Linneo, rendendo il suo legame con la ragazza ancora più forte. Da sempre non esita ad incoraggiare sua figlia e le dona degli ottimi consigli per risolvere le sue difficoltà sia al lavoro che nella sua vita privata. Nutre grande fiducia nelle capacità di Blanca, ma spesso non nasconde preoccupazione per la sua incolumità durante il lavoro. Lega in seguito anche con Lucia e aiuta Blanca a prendersi cura della bambina quando le viene concesso finalmente l'affido.
- Nadia Zunino (stagione 2-in corso), interpretata da Michela Cescon.
È la madre di Blanca e sorella di Alberto, il vero assassino della figlia maggiore Beatrice. Lei e Blanca condividono la passione per il nuoto, infatti fu lei a trasmettere a Blanca l'amore per il mare e il nuoto. Quando Blanca era solo una bambina piccola lasciò la famiglia per dedicarsi solo alla sua carriera lavorativa e per rimanere con un altro uomo, lasciando al marito Leone tutto il peso e il carico della responsabilità nell'accudire Blanca dopo la scomparsa di Beatrice. Tuttavia attraverso alcuni flashback di Blanca, viene rivelato che Nadia subito dopo l'incendio che provocò la cecità della figlia la andò a trovare in segreto e le diede dei consigli su come avere forza nonostante la sua nuova condizione fisica. Moltissimi anni dopo, inizia a lavorare come colf proprio a casa di Blanca, presentandosi a lei con il nome di Elena. Blanca cerca di ricucire il rapporto con la madre, ma viene alla luce che quest'ultima sembra essersi avvicinata alla figlia per un oscuro secondo doppio fine. Si ha la conferma è quando si scopre essere la compagna e l'amante del latitante Polibomber.
- Raffaele Randi / Polibomber (stagione 2-in corso), interpretato da Stefano Dionisi.
Il nemico principale della seconda serie. Un bombarolo che sfida la polizia e soprattutto Blanca, a cui porta molto rispetto. Il suo vero nome è Raffaele Randi ed è il compagno di Nadia, la madre di Blanca. Le sue sfide alla polizia sono causate dalla morte della figlia durante una carica della polizia ordinata da Paolo Sivori sui manifestanti; si scoprirà in realtà essere stato un manifestante a causarne la morte. Tenta di far esplodere Blanca con una bomba nel suo computer ma nel venire arrestato da Liguori aziona l'esplosivo che non esplode disinnescato da Nadia, che in segreto ha salvato sua figlia. Poi viene arrestato da Sivori e da Liguori.
- Veronica Alberici (stagione 2-in corso), interpretata da Chiara Baschetti.
È un'avvocatessa che lavora nello studio legale della madre di Michele Liguori nonché amica d'infanzia dell'ispettore. Donna affascinante e di classe, pur raccogliendo soddisfazioni sul lavoro lo tiene molto separato dalla vita privata. Tiene molto alla madre di Michele, prendendosene cura durante la malattia. Tornando a frequentare quest'ultimo, lo avvicina e si innamora nuovamente di lui. La sua alta statura e la sua eleganza suscitano ogni volta la gelosia di Blanca, poiché minano il suo rapporto con Liguori, tanto che la poliziotta la soprannomina "sua altezza" e tende a lanciarle frecciatine sia alle sue spalle sia in sua presenza.

### Secondari
- Carmine Russo (stagione 1), interpretato da Filippo Dini.
È il padre di Sebastiano che, nonostante il dolore per la presunta scomparsa del figlio, indaga ossessivamente sulla morte di Beatrice, sorella di Blanca. Viene assassinato da Alberto, lo zio di quest'ultima.
- Blanca a 12 anni (stagione 1-in corso), interpretata da Roberta Volponi.
 La protagonista che nei flashback ricorda la sua infanzia con la sorella maggiore e i misteri che albergano nella sua famiglia.
- Beatrice "Bea" Ferrando (stagione 1-in corso), interpretata da Isabella Mottinelli.
È la sorella maggiore di Blanca, e figlia di Leone e Nadia. Una bella e problematica ragazza, segnata poi da un tragico destino. Dal punto di vista caratteriale, è molto simile alla sorella, alla quale era legatissima e affezionata, sebbene più spregiudicata e coraggiosa, amava cantare, suonare la chitarra e fare tuffi in mare, anche da altezze notevoli. Amava sinceramente Sebastiano, che la ricambiava, nonostante il difficile carattere di entrambi che li portava spesso a litigare. È stata uccisa prima dell'inizio della serie. Compare in vari flashback e nei ricordi di Blanca. Nella seconda stagione appare sovente a Sebastiano, (il fidanzato che ha passato quindici anni in carcere da innocente per il suo omicidio) e lo tormenta, provocando in quest'ultimo un forte senso di colpa per non averla difesa in passato, per non avere impedito la sua morte e facendogli sviluppare la conseguente ossessione nel voler proteggere Blanca. Il ragazzo arriva infine a considerare Beatrice una presenza fisica, in quanto si rivolge a lei spesso mentre sorveglia la sorella come se fosse un'amica immaginaria.
- Livia Timperi (stagione 1-in corso), interpretata da Sandra Ceccarelli.
Avvocatessa e madre di Michele Liguori con cui non ha un buon rapporto: il figlio infatti non le perdona di aver tradito suo padre, poi suicidatosi. Nella seconda stagione scopre di avere un tumore e cerca, a suo modo, di riallacciare i rapporti con il figlio, incoraggiando Veronica a stargli vicino.
- Gianni Ottonello (stagione 1-in corso), interpretato da Antonio Ornano.
È il padre di Lucia. Già libraio insieme alla moglie Margherita, a seguito del crollo del Ponte Morandi ha dovuto chiudere il negozio, che si trovava in uno dei quartieri sfollati. Questo, insieme alla successiva scomparsa della moglie, uccisa perché rimasta coinvolta in un'intricata questione sul lavoro, lo fa sprofondare nell'alcolismo. La sua depressione e le sue brutte abitudini lo portano non solo a non trovare lavoro fisso, ma a trattare male la figlia, a cui arriva a rompere la chitarra.
- Paolo Sivori (stagione 2-in corso), interpretato da Raffaele Esposito.
Capo della D.I.G.O.S. che guiderà l'Unità di Crisi costituita per risolvere il caso di Polibomber.
- Ivan Scarabotti (stagione 2-in corso), interpretato da Carlo Sciaccaluga.
Un giovane agente di polizia un po' imbranato che diventerà il bersaglio delle battute di Nello Carità.

## Produzione

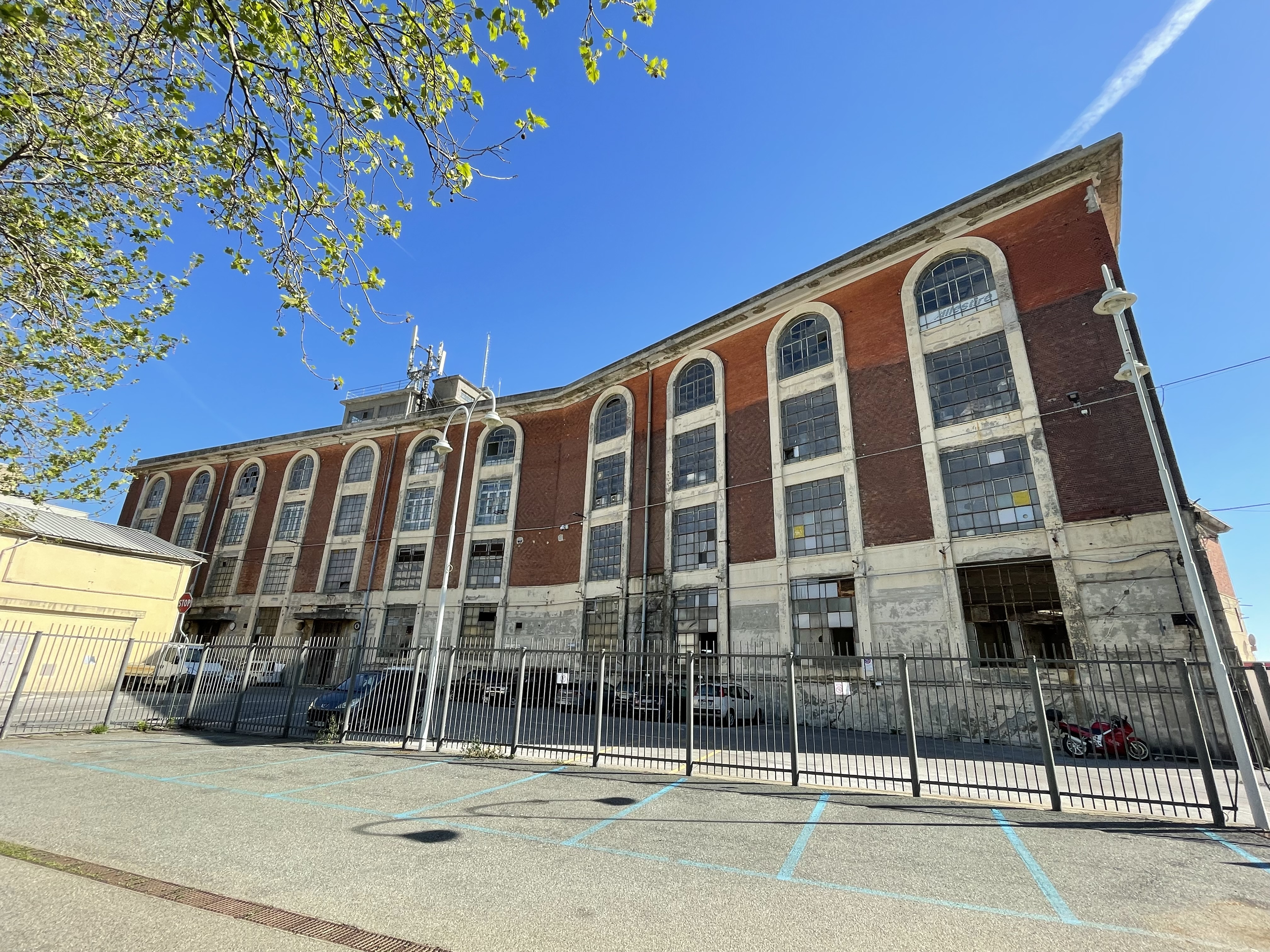
L’edificio di Calata Gadda a Genova presso cui è ambientato il “commissariato San Teodoro”

Inizialmente l'attrice prescelta per il ruolo di protagonista era Giulia Michelini, che poi ha rifiutato. Maria Chiara Giannetta è subentrata in corsa al termine delle riprese della serie Buongiorno, mamma!.
Le riprese della prima stagione sono state effettuate prevalentemente in Liguria, in particolare a Genova (soprattutto le zone dell'antico borgo marinaro di Boccadasse, del porto antico, dei moli del Terminal Portuale di Genova, l'Acquario, il centro storico e i quartieri di Certosa, Castelletto, Nervi e Voltri), Camogli (ove si trova la casa di Blanca), Rapallo, Arenzano, Bogliasco, Cogoleto e Punta Crena; le altre location sono Monte Argentario (Toscana) e Formello (Lazio). 
Le indagini di Blanca si svolgono nell'immaginario commissariato di San Teodoro (dal nome del quartiere), sito nella zona del Porto antico di Genova, presso Calata Gadda.
Linneo, il cane guida di Blanca, è interpretata da un esemplare di bulldog americano addestrato che in realtà si chiama Fiona.
La serie, che ha beneficiato della consulenza artistica del celebre cantante non vedente Andrea Bocelli, è la prima al mondo a essere girata interamente in olofonia, una tecnica di registrazione del suono a 360 gradi che permette di riprodurlo in modo simile a come viene percepito dall'orecchio umano, accompagnata da particolari effetti visivi, come specificato da un bumper muto a inizio puntata in cui c'è scritto che per ascoltare la serie in modo immersivo è possibile cercare nel menu ľ opzione "Voce cristallina".
La Giannetta si è avvalsa dell'aiuto di cinque tutor non vedenti, che l'hanno aiutata nell'interpretazione del suo personaggio, in particolare nell'immedesimazione nella vita di una persona priva della vista. Il 4 febbraio 2022 l'attrice stessa, co-conduttrice della quarta serata del 72º Festival di Sanremo, ha invitato sul palco i suoi tutor e descritto al pubblico la delicata preparazione della sua parte.
È stata proiettata in anteprima il 6 settembre 2021 durante la Mostra internazionale d'arte cinematografica di Venezia, mentre la conferenza stampa è avvenuta il 18 novembre. L'8 dicembre il produttore Luca Bernabei ha annunciato il rinnovo per una seconda stagione le cui riprese prendono il via il 21 novembre 2022 tra Roma, Genova e Camogli e terminano nel maggio del 2023.
La seconda stagione, come annunciato in anteprima in un promo su Rai 1, va in onda dal 5 ottobre al 9 novembre 2023. Tra le location di questa stagione ci sono l'area della ruota panoramica al porto antico, piazza De Ferrari, piazza delle Fontane Marose, piazza Matteotti, piazza Manzoni, via Garibaldi, piazza Caricamento e altre zone del centro storico, il carcere di Marassi, il Parco delle Mura, lo stadio Luigi Ferraris, il cimitero di Staglieno, l'ospedale San Martino, il Mercato orientale, la stazione di Genova Brignole, Villa Durazzo-Pallavicini a Pegli, Camogli e San Fruttuoso. Mentre viene trasmessa la seconda stagione, il regista e produttore esecutivo Jan Maria Michelini conferma che ci sarà una terza stagione, le cui riprese iniziano il 2 dicembre 2024 nei teatri di posa di Formello per poi spostarsi in Liguria nel febbraio 2025 e terminare nel maggio seguente.

## Colonna sonora

### Prima stagione
1. Ready Steady – 2:38 – feat. MEI & Arya Delgado
2. That Kind Of Feeling – 1:43
3. Cool Funk – 2:42
4. Tema di Blanca (Risoluzione) – 3:54
5. White Shark – 3:17 – feat. Elisa Zoot
6. Indagini – 4:15
7. La Ragazza Col Cane – 3:06
8. Negli Abissi – 2:31
9. I See Through You – 2:45 – feat. Elisa Zoot
10. Fantasmi nel Palazzo – 2:07
11. Villapizzone – 1:59
12. Colossei e Container – 4:30
13. The World is Blind – 3:42 – feat. Tahnee Rodriguez
14. Danza dei Bottoni – 2:34
15. Lavanderia a Gettoni – 2:45
16. Ricordi Drammatico Tensivo – 2:52
17. The Hardest Day Of My Life – 3:57 – feat. Tom Newton
18. Tema di Blanca (Al Buio) – 2:41
19. Genova Chiama – 1:51 – feat. Gorka
20. Afrobar – 2:18
21. Danza della Pioggia – 2:40
22. It's a Man's Man's Man's World – 2:31 – feat. Marina Maximilian

### Seconda stagione
1. When the world is feeling blind – 2:27 – feat. Arya Delgado & Tahnee Rodriguez
2. Cambio di stagione – 1:42
3. Frastuono – 2:11
4. Tipografia Miserere – 3:22
5. Little girl ready for big dreams – 3:07 – feat. MEI & Tahnee Rodriguez
6. Polibomber – 1:34
7. Badanti – 1:56
8. Bacigalupo – 1:01
9. The Big White Shark – 3:15
10. Dentro Fuori – 2:17
11. Elena o Nadia Flashback – 1:17
12. It's like Blanca – 3:53
13. Epico Lirico – 1:35
14. Carignano – 2:59
15. Fatti sentire – 1:54
16. Nessun Dorma da Turandot – 1:38 - feat. Francesca Biliotti
17. Sampierdarena – 3:33
18. Giostra – 2:18
19. Sembra ieri – 4:12
20. Habibi lullaby – 1:30 - feat. Rahma

## Distribuzione
Realizzata da Lux Vide e Rai Fiction, la prima stagione è stata trasmessa in prima serata su Rai 1 dal 22 novembre al 21 dicembre 2021. La serie è disponibile anche su Netflix, dove ciascun episodio è stato diviso in due parti.
È stato trasmesso in Spagna, sul canale Telecinco, a partire dal 4 agosto 2022.
Doppiato anche in lingua francese, è stato trasmesso in Francia sulla rete M6 dal 7 gennaio 2023 e nella regione francofona canadese del Quebec sul canale Addik dal 9 gennaio 2023.

## Accoglienza
(Paolo Sutera, tvblog.it, 22 novembre 2021)
(Mario Manca, vanityfair.it, 23 novembre 2021)
La fiction, molto apprezzata da italiani e non (compreso anche il pubblico non vedente), è stata un successo fin dalla prima puntata. La prima stagione ha registrato il record stagionale del 26 % di share e 5, 6 milioni di telespettatori. Alla messa in onda della seconda stagione, ha fatto registrare uno share del 22,9 %, conquistando 4 milioni di telespettatori, e nell'ultima puntata ha chiuso con il 24,3 % di share e quasi 4 milioni e mezzo di telespettatori.

## Premi e riconoscimenti
- 2021 – C21 International Drama Awards[40][41][42]
  - DQ Craft Award
- 2022 – Nastri d'argento - Grandi serie internazionali[43]
  - Miglior attrice protagonista a Maria Chiara Giannetta
- 2024 Ciak d'oro Serie tv[44]
  - Miglior attrice protagonista a Maria Chiara Giannetta